# Stefan Holnicki
Stefan Holnicki, död efter 1797, var en polsk balettdansör. Han tillhörde Polens första inhemska yrkesdansörer. Han spelade en pionjäroll inom den polska baletten och var en ledande aktör inom den första inhemska polska baletten Hans Majestäts Nationaldansare.
Han tillhörde greve Antoni Tyzenhauz livegna och placerades av honom i hans privata balettskola, som låg på hans egendom i Grodno och Postawy. 
Han testamenterades till kungen tillsammans med hela baletten 1785. Han var sedan engagerad vid kungliga baletten Hans Majestäts Nationaldansare i Nationalteatern, Warszawa.
Han uppträdde på Teatr Narodowy till 1794; bland andra han dansade partierna av Lucilius ("Cleopatra"), drottningens minister ("Wanda, drottning av Polen") och partier i baletterna "Hilas i Sylwia", "Mirza i Lindor", "Samniternas äktenskap". Han var den tredje dansaren i laget. Han agerade också som skådespelare. 1788 spelade han i Frankrike. komedier och serieoperor som sätts upp i Kungliga Teatern i Łazienki (i det så kallade Mały Teatr och i Na Wyspie) rollerna som fäder, såsom: Gervais ("Le Tonnelier"), Dorval ("Lucille"), Dolmon ("Silvain"). Den 7 mars 1788 spelade han också rollen som de Bois-Luisant ("Le Mercure galant") i Teatr Narodowy. 
Efter Kościuszko-upprorets fall och de flesta av T. Narodowy-truppens avgång till Lvov, organiserade H. ett eget balettkompani från några av "nationaldansarna", med vilka han uppträdde 1795 (januari) tillsammans med Frankrike. Volanges farsartade ensemble i Teatr Narodowy-salen (bland annat satte han upp operan "Axur"), sedan (från 20 september) engagerade han sig i Warszawa. ett företag av B. Tuczempski (den 18 oktober satte han bland annat upp sin egen balett "Hinder i växten"). 
Efter Tuczempski-ensemblens likvidation (23 februari 1796) uppträdde troligen H. i T. Truskolaski (även föreställningar i Gdańsk sommaren 1797). I september 1797 undertecknade han tillsammans med andra ballerinor ett brev till kommissionen som undersökte Stanisław Augusts skulder med en begäran om att betala förfallna löner.